# 신수로
신수로(新水路)는 경기도 용인시 기흥구 신갈동 수원신갈TG사거리에서 경기도 용인시 수지구 동천동에 이르는 도로이다. 도로명은 신갈동과 수지구의 앞글자에서 유래하였다.

## 노선
| 이름                                      | 접속 노선                                        | 소재지          | 소재지          | 비고                         |
| 덕영대로와 직결                           | 덕영대로와 직결                                  | 덕영대로와 직결 | 덕영대로와 직결 | 덕영대로와 직결              |
| ----------------------------------------- | ------------------------------------------------ | --------------- | --------------- | ---------------------------- |
| 고려종합물류사거리                        | 덕영대로                                         | 용인시          | 기흥구          |                              |
| (수원신갈TG사거리)                        | 경부고속도로 국가지원지방도 제98호선 (중부대로)  | 용인시          | 기흥구          |                              |
| 신갈터널                                  |                                                  | 용인시          | 기흥구          | 연장 약 60m                  |
| 상미교                                    |                                                  | 용인시          | 기흥구          |                              |
| 흥덕 교차로                               | 흥덕4로                                          | 용인시          | 기흥구          |                              |
| 신갈교                                    |                                                  | 용인시          | 기흥구          |                              |
| 삼막곡 교차로 삼막곡고가차도              | 석성로                                           | 용인시          | 기흥구          |                              |
| 삼막곡터널                                |                                                  | 용인시          | 기흥구          | 연장 약 60m                  |
| 소실마을입구사거리                        | 용구대로2325번길 신수로365번길                   | 용인시          | 기흥구          |                              |
| 소실마을입구(북)사거리                    | 신정로                                           | 용인시          | 기흥구          |                              |
| 보정교차로                                | 이현로                                           | 용인시          | 기흥구          |                              |
| 이현마을입구사거리                        | 용구대로2469번길 이현로30번길                    | 용인시          | 기흥구          |                              |
| 목암연구소앞삼거리                        | 이현로30번길                                     | 용인시          | 기흥구          |                              |
| 보쉬앞사거리                              | 신정로                                           | 용인시          | 기흥구          |                              |
| 풍덕천사거리                              | 국도 제43호선 국가지원지방도 제23호선 (포은대로) | 용인시          | 수지구          | 국가지원지방도 제23호선 구간 |
| 풍덕천보도육교삼거리                      | 풍덕천로                                         | 용인시          | 수지구          | 국가지원지방도 제23호선 구간 |
| 훼미주유소삼거리                          | 신수로683번길                                    | 용인시          | 수지구          | 국가지원지방도 제23호선 구간 |
| KT수지지사삼거리                          | 문인로                                           | 용인시          | 수지구          | 국가지원지방도 제23호선 구간 |
| 조달청품절관리단앞삼거리                  | 손곡로                                           | 용인시          | 수지구          | 국가지원지방도 제23호선 구간 |
| 한당주유소삼거리                          | 수지로                                           | 용인시          | 수지구          | 국가지원지방도 제23호선 구간 |
| 동천고가차도 교차로                       | 고기로                                           | 용인시          | 수지구          | 국가지원지방도 제23호선 구간 |
| 국가지원지방도 제23호선 대왕판교로와 직결 |                                                  |                 |                 |                              |

## 주요시설
- HD현대오일뱅크에스에이치에너지 신갈현대셀프주유소 (경기도 용인시 신수로 69)
- GS칼텍스서일석유 용인서일주유소 (경기도 용인시 기흥구 신수로 70)
- GS칼텍스서일석유 기흥서일주유소 (경기도 용인시 기흥구 신수로 179)
- SK에너지지리산석유주유소 (경기도 용인시 기흥구 신수로 547)
- SK에너지대흥주유소 (경기도 용인시 기흥구 신수로 570)
- 맥도날드용인수지DT점 (경기도 용인시 기흥구 신수로 677)
- IBK기업은행수지동천역지점 (경기도 용인시 기흥구 신수로 767)
- 세븐일레븐동천유타워점 (경기도 용인시 기흥구 신수로 767)
- GS25동천유타워점 (경기도 용인시 기흥구 신수로 767)
- CU동천유타워점 (경기도 용인시 기흥구 신수로 767)
- 파리바게트동천유타워점 (경기도 용인시 기흥구 신수로 767)
- 투썸플레이스동천유타워점 (경기도 용인시 기흥구 신수로 767)
- GS칼텍스만당대경주유소 (경기도 용인시 기흥구 신수로 781)
- IBK기업은행수지IT센터 (경기도 용인시 기흥구 신수로 799)